# Lonchocarpus larensis
Lonchocarpus larensis är en ärtväxtart som beskrevs av Henri François Pittier. Lonchocarpus larensis ingår i släktet Lonchocarpus och familjen ärtväxter. Inga underarter finns listade i Catalogue of Life.